# Zawiercie
Zawiercie là một thị trấn thuộc huyện Zawierciański, tỉnh Śląskie ở nam Ba Lan. Thị trấn có diện tích 85 km². Đến ngày 1 tháng 1 năm 2011, dân số của thị trấn là 51695 người và mật độ 606 người/km².